# Coop Danmark
Coop Danmark A/S er en dansk forbrugerejet detailhandelskoncern, der med en markedsandel på cirka 27 procent er den næststørste aktør på det danske dagligvaremarked, kun overgået af Salling Group. Administrerende direktør er fra 19. juni 2024 Thor Skov Jørgensen.
Coop Danmark har sammen med de selvstændige brugsforeninger en årlig omsætning på knap 40 milliarder kroner (2022), 1.031 butikker og 40.500 medarbejdere (2022).
Coop Danmark ejes af Coop Holding, der igen ejes af det forbrugerejede Coop amba, som i 2024 rundede 2 millioner medlemmer.
I april 2024 offentliggjorde Coop Danmark en redningsplan, der indebar, at OK a.m.b.a  kom til at eje omkring halvdelen af Coop Danmark. Samtidig indskød OK og Coop amba tilsammen 2 milliarder kroner i Coop Danmark for at styrke forretningen og konkurrenceevnen. Pengene kom blandt andet fra et frasalg af Coop Bank og Coop Byen. Planen medførte samtidig, at planerne om etableringen af en ny butikskæde under navnet Coop, som var en sammenlægning af SuperBrugsen, Kvickly og Irma, blev rullet tilbage. De tidligere Irma-butikker blev til SuperBrugsen, der ligesom Kvickly blev videreført .

## Kæder fra 2024
- Kvickly
- SuperBrugsen
- Brugsen
- Coop.dk – Coop Danmarks e-handelsbutik
- Coop 365discount
- Catering Danmark (50%)[6]

### Kæder, der er lukket eller udfaset
- Dagli'Brugsen (omlagt til Brugsen)
- LokalBrugsen (omlagt til Brugsen)
- Irma (omlagt til SuperBrugsen eller 365Discount)
  - Irma City (2001-2015)
  - Lille Irma (2015-2023)
- Fakta (omlagt pr. 31/12-2022 til Coop365) 
  - Fakta Q – er en Fakta-butik med et begrænset varesortiment
- Coop.dk Mad - online supermarked (lukket 2023)

## Øvrige aktiviteter
Coop Invest A/S er Coop Danmarks investeringsselskab og fungerer som finansiel stødpude. Coop Invest er et A/S, som er ejet 100 % af Coop amba og dermed af alle Coops medlemmer. Selskabets målsætning er at skabe et afkast, der enten kan bruges i de forskellige selskaber eller investeres på ny gennem Coop Invest. Der investerer i Investeringsejendomme, børsnoterede realkreditobligationer, virksomheder med relation til detailhandel, fordelsprogrammer og koncernens mærkesager.
Coop Danmark drev fra 2013 til 2024 bankvirksomhed via Coop Bank, som efterfølgende blev solgt til SydBank . Samtidig ejer Coop Danmark en fjerdedel af indkøbsorganisationen Coop Trading.

## Crowdfunding
I april 2017 gik COOP i samarbejde med crowdfundingportalen Lendino og Thise Mejeri om hos COOPs medlemmer at rejse 2,5 mio DKK, som en landmand i Farsø vil investere, så hans økologiske kvægbesætning udelukkende vil æde græs-foder.  På samme måde vil man rejse 660.000 kr til en æbleplantage på Fejø og et whiskydestilleri på Ærø. 